# Сорока Павло Антонович
Павло Антонович Сорока (1909, місто Крюків, тепер частина міста Кременчука Полтавської області — 13 жовтня 1965, місто Луганськ) — український радянський діяч, інженер, директор Луганського тепловозобудівного заводу імені Жовтневої революції. Депутат Верховної Ради УРСР 4—5-го скликань.

## Біографія
Народився в родині столяра залізничних майстерень. З 1917 по 1925 рік — учень Крюківського залізничного училища. У 1925—1928 роках — учень Кременчуцького залізничного технікуму.
Трудову діяльність розпочав у липні 1928 року помічником кочегара та кочегаром депо залізничної станції Синельникове Південної залізниці. У жовтні 1928 — жовтні 1929 року — майстер паровозно-ремонтних майстерень у Харкові.
З 1929 по липень 1933 року — студент факультету транспортного машинобудування Харківського машинобудівного інституту.
У липні 1933 — липні 1934 року — інженер-конструктор центрального локомотивного проєктного бюро в місті Коломні Московської області.
У липні 1934 — жовтні 1935 року — інженер-конструктор філіалу центрального локомотивного проєктного бюро в місті Ворошиловграді.
З жовтня 1935 року працював на Луганському (Ворошиловградському) паровозобудівному заводі імені Жовтневої революції інженером-конструктором, а з квітня 1939 року — головним конструктором.
Член ВКП(б) з 1939 року.
Під час німецько-радянської війни був евакуйований у східні райони СРСР. Працював заступником головного інженера заводу № 174 в Омську. З 1942 по вересень 1943 року — головний конструктор Коломенського паровозобудівного заводу імені Куйбишева Московської області. У жовтні 1943 — липні 1944 року — головний інженер Красноярського паровозобудівного заводу «Красный Профинтерн». У 1944 році повернувся до Ворошиловграда.
У вересні 1944 — серпні 1952 року — головний інженер та заступник директора Ворошиловградського паровозобудівного заводу імені Жовтневої революції.
У серпні 1952 — 13 жовтня 1965 року — директор Ворошиловградського (Луганського) паровозобудівного (тепловозобудівного) заводу імені Жовтневої революції.
Похований в місті Луганську.

## Нагороди
- орден Леніна (15.04.1939)
- два ордени Трудового Червоного Прапора
- орден «Знак Пошани»
- медалі